# Ліне (Західнопоморське воєводство)
Ліне (пол. Linie, нім. Leine) — село в Польщі, у гміні Белиці Пижицького повіту Західнопоморського воєводства.
Населення — 657 осіб (2011).
У 1975-1998 роках село належало до Щецинського воєводства.

## Демографія
Демографічна структура станом на 31 березня 2011 року:
|          | Загалом | Допрацездатний вік | Працездатний вік | Постпрацездатний вік |
| -------- | ------- | ------------------ | ---------------- | -------------------- |
| Чоловіки | 343     | 83                 | 235              | 25                   |
| Жінки    | 314     | 63                 | 204              | 47                   |
| Разом    | 657     | 146                | 439              | 72                   |